# Augusto Cury

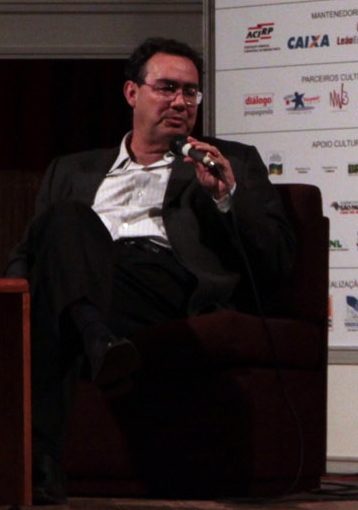
Augusto Cury

Augusto Jorge Cury (* 2. Oktober 1958 in Colina, São Paulo) ist ein brasilianischer Arzt, Physiotherapeut, Psychiater und Schriftsteller.
Er ist der Begründer der »Teoria da Inteligência Multifocal« (Theorie zur multifokalen Intelligenz) und Autor mehrerer Bücher über bessere Lebensqualitäten und Selbsthilfe. In Brasilien wurden seine Romane über 15 Millionen Mal verkauft. Seine Werke werden in  60 Ländern verkauft. Während viele seiner Werke auf Englisch übersetzt wurden, sind auf Deutsch  nur Curys Romane «Der Traumhändler» und «Wanderer in der Zeit» erschienen.

## Werke
| Portugiesischer Titel                           | Deutsche Übersetzung (nicht offiziell)                   | Deutscher Titel (falls vorhanden) |
| ----------------------------------------------- | -------------------------------------------------------- | --------------------------------- |
| Revolucione sua qualidade de Vida               | Revolutionieren Sie Ihre Lebensqualität                  | –                                 |
| A ditadura da beleza e a revolução das mulheres | Die Diktatur der Schönheit und die Revolution der Frauen | –                                 |
| O futuro da humanidade                          | Die Zukunft der Menschheit                               | –                                 |
| Você é insubstituível                           | Sie sind unersetzbar                                     | –                                 |
| Nunca desista de seus sonhos                    | Geben Sie niemals Ihre Träume auf                        | –                                 |
| Pais brilhantes, professores fascinantes        | Brillante Eltern, faszinierende Lehrer                   | –                                 |
| Análise da Inteligência de Cristo               | Analyse der Intelligenz Jesu Christi                     | –                                 |
| Inteligência Multifocal                         | Multifokale Intelligenz                                  | –                                 |
| Doze semanas para mudar uma vida                | Zwölf Wochen zum Ändern eines Lebens                     | –                                 |
| Superando o cárcere da emoção                   | Das Emotionsgefängnis überschreitend                     | –                                 |
| Dez Leis para Ser Feliz                         | Zehn Regeln, um glücklich zu sein                        | –                                 |
| Seja Líder de Si Mesmo                          | Seien Sie Ihr eigener Herr                               | –                                 |
| Os Segredos do Pai-Nosso                        | Die Geheimnisse unseres Vaters                           | –                                 |
| O Vendedor de Sonhos                            | Der Traumverkäufer                                       | Der Traumhändler                  |
| Escola da Vida: Harry Potter no Mundo Real      | Lebensschule: Harry Potter in der realen Welt            | –                                 |
| Treinando a emoção para ser feliz               | Emotionstraining für Glücklichkeit                       | –                                 |
| Maria, a maior educadora da História            | Maria, die größte Erzieherin der Geschichte              | –                                 |
| O Código da Inteligência                        | Der Intelligenzcode                                      | –                                 |
| O Vendedor de Sonhos: O Chamado                 | Der Traumverkäufer: Der Ruf                              | –                                 |
| O Vendedor de Sonhos e a Revolução dos Anônimos | Der Traumverkäufer und die Revolution der Anonymen       | Wanderer in der Zeit              |
| O Semeador de Ideias                            | Der Ideensäer                                            | –                                 |